# René Leynaud
Pour les articles homonymes, voir Leynaud.
René Leynaud né René Eugène Leynaud le 24 août 1910 à Lyon 5e arrondissement et mort le 13 juin 1944 fusillé pour actes de résistance à Villeneuve est un journaliste et poète français s'étant illustré par ses faits de résistance au sein du mouvement Combat à Lyon durant la Seconde Guerre mondiale.

## Biographie

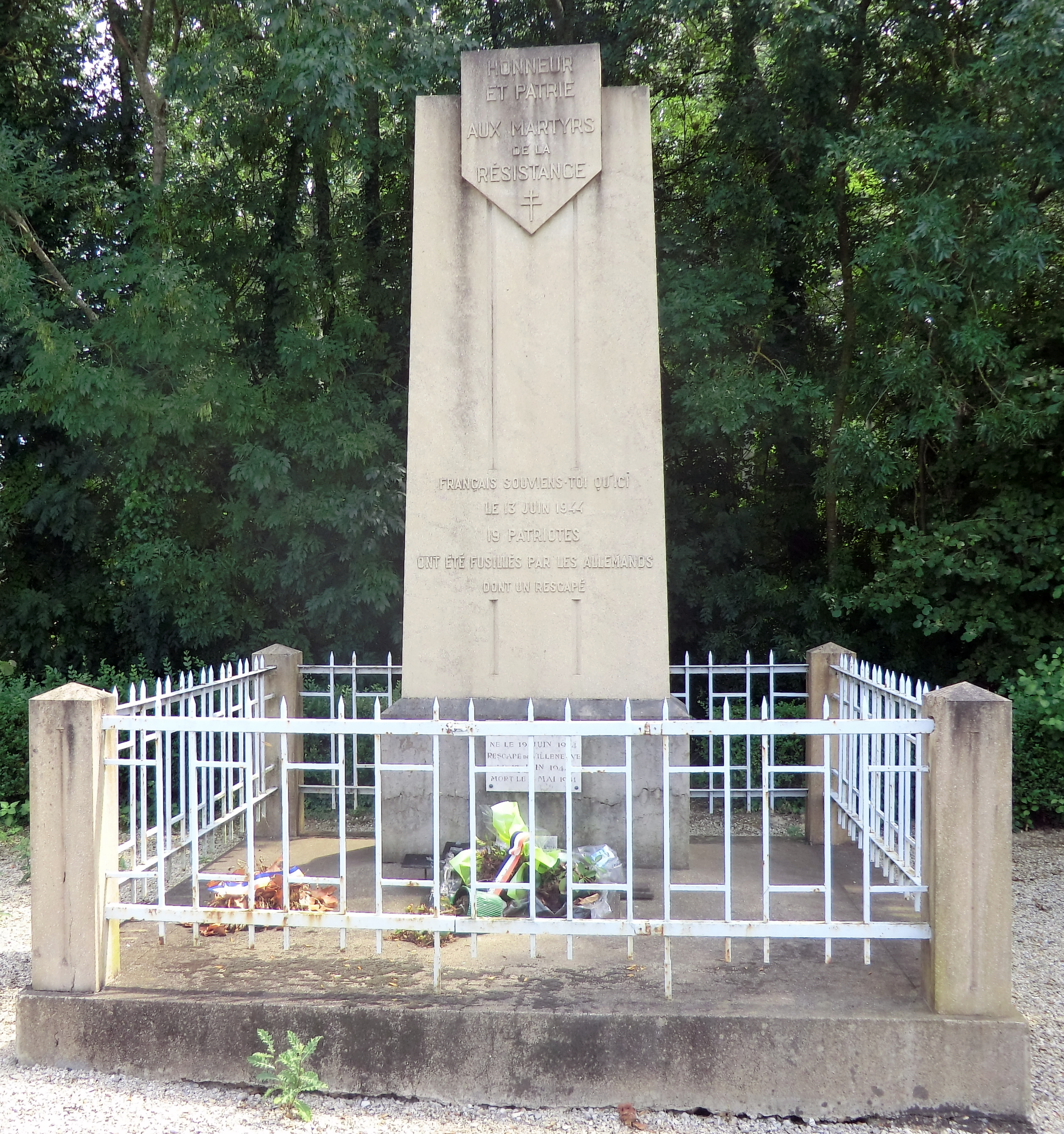
Monument commémoratif érigé à Villeneuve sur le lieu de son exécution.

Originaire du quartier de Vaise, où il se lie dès l'enfance avec le peintre Jean Martin, il est élève au lycée Ampère puis poursuit ses études en faculté de droit. Parallèlement, il commence une carrière de journaliste au Progrès en 1933. Il est mobilisé en 1939 et combat en Lorraine puis en Belgique et participe à la Bataille de Dunkerque. Il franchit la Manche à bord d’un bateau à moteur, se souvenant : « La traversée a duré 22 h et plus d’une fois nous nous sommes crus perdus. Le bateau faisait eau de toutes parts, nous avons dû pomper la nuit entière…»
Au début de 1942, il entre en contact avec la Résistance et devient sous le pseudonyme de Clair le responsable du service de renseignement du réseau Combat ainsi que le dirigeant local du comité national des journalistes clandestins. Il poursuit son travail de journaliste au Progrès jusqu'en novembre 42, date à laquelle le quotidien décide de se saborder.
Il défendait, pendant son engagement dans la résistance, une République démocratique socialiste qui aurait pour objectif d’ « arracher à une puissante oligarchie le contrôle et le bénéfice de l’économie ».

Pendant la guerre, il se lie d'amitié avec l'écrivain Albert Camus lui aussi membre du réseau Combat. Celui-ci est hébergé à plusieurs reprises par Leynaud dans sa chambre de la rue Vieille Monnaie sur les pentes de la Croix-Rousse. 

« J'ai souvent logé, en 1943, lors de mes passages à Lyon, dans sa petite chambre de la rue Vieille Monnaie que ses amis connaissaient bien. Leynaud en faisait les honneurs brièvement puis sortait des cigarettes d'un pot de grès et les partageait avec moi. Dans mon souvenir, ces heures là sont restées celles de l'amitié. Leynaud, qui allait coucher ailleurs, s'attardait jusqu'à l'heure du couvre-feu. Autour de nous, le lourd silence des nuits d'occupation s'établissait. Cette grande et sombre ville du complot qu'était alors Lyon se vidait peu à peu. Mais nous ne parlions pas du complot. Leynaud d'ailleurs, sauf nécessité stricte, n'en parlait jamais. Nous nous donnions des nouvelles de nos amis. Nous parlions quelquefois de littérature. Mais à cette époque, il n'écrivait rien. Il avait décidé qu'il travaillerait après.[...] Pour Leynaud, tout était simple, il reprendrait sa vie où il l'avait laissée, car il la trouvait bonne. Enfin, il avait un fils à élever. Et lui qui s'animait rarement, le nom de son fils suffisait à faire briller ses yeux. »

— Albert Camus, préface de Poésies posthumes par René Leynaud, 1947.
Le 16 mars 1944, René Leynaud est arrêté par la Milice place Bellecour alors qu'il est porteur de documents secrets. Il tente de s'enfuir mais reçoit une rafale de balles dans les jambes. Après avoir été hospitalisé quelque temps, il est transféré à la prison Montluc qui sert de lieu d'internement aux Allemands. Il y reste jusqu'au 13 juin 1944. À cette date, l'Occupant qui prépare l'évacuation de Lyon décide de faire une sélection de 19 résistants d'envergure parmi ses prisonniers, Leynaud est inclus dans ce groupe. Ils sont emmenés Place Bellecour au siège de la Gestapo puis conduits à Villeneuve dans l'Ain. À la sortie du village, les soldats leur ordonnent de se diriger vers un bois et les abattent dans le dos.

## Hommages

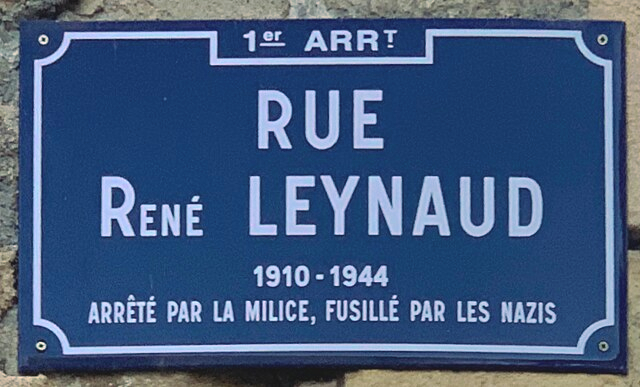
Rue René-Leynaud à Lyon.

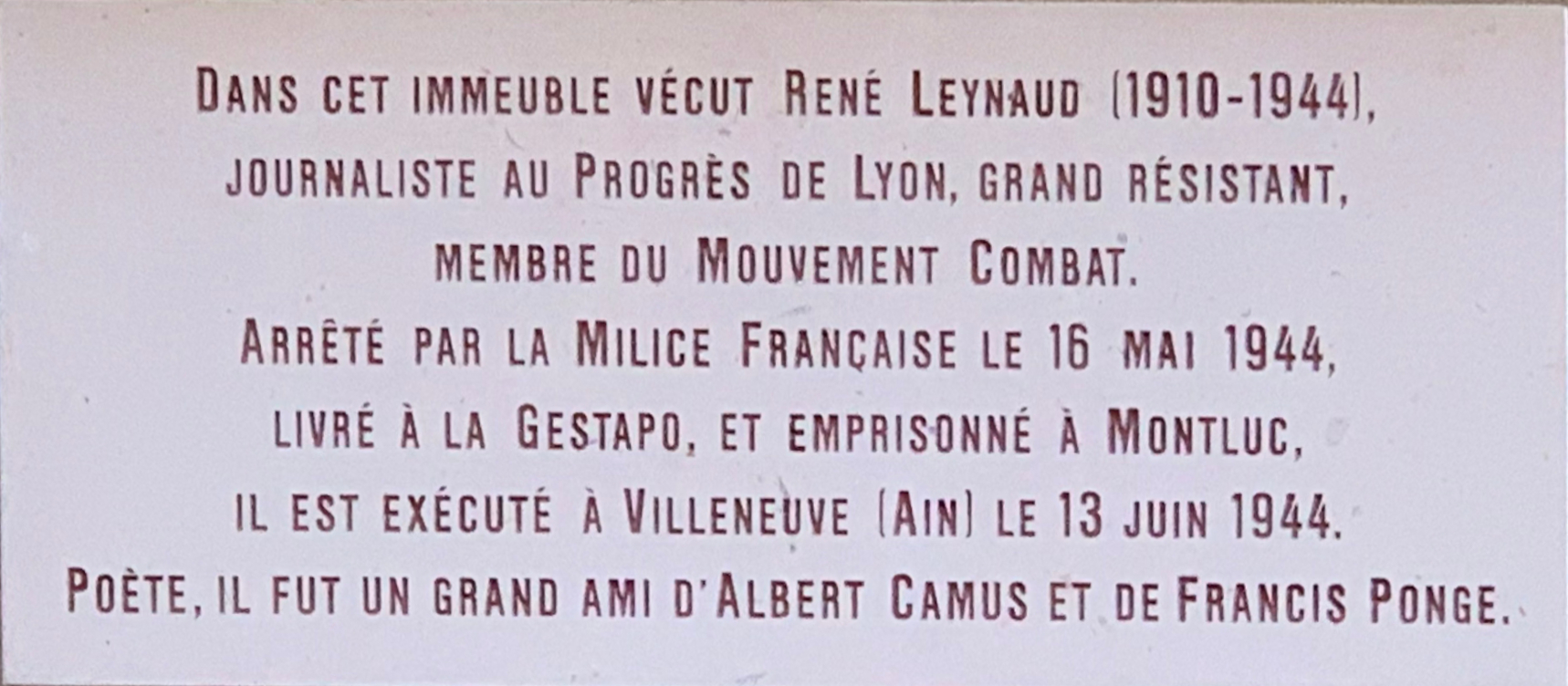
Plaque en hommage à René Leynaud inaugurée rue René-Leynaud en mars 2016 à Lyon.

La municipalité de Lyon décide le 9 juillet 1945 de renommer la « rue Vieille Monnaie » en son honneur : elle devient alors la  rue René-Leynaud.
René Leynaud est l'un des « écrivains morts au champ d'honneur » cités au Panthéon de Paris.
Le 7 mars 2016, une plaque en sa mémoire est inaugurée rue René-Leynaud, apposée sur la maison où il habitait.

### Hommages par Albert Camus
En 1947 un recueil Poésies posthumes de René Leynaud parait préfacé par Albert Camus qui y trace une biographie de cet auteur et résistant lyonnais.
Le recueil de chroniques Lettres à un ami allemand est dédié à René Leynaud, dans sa publication chez Gallimard.

## Œuvres
- René Leynaud ; préface d'Albert Camus, Poésies posthumes, Gallimard, 1947, 97 p.
- Des Mots. Un silence : René Leynaud, poèmes & proses, précédé de René Leynaud (1910-1944), poète, journaliste, résistant, édition préparée et commentée par Patrice Béghain et Michel Kneubühler, avec une contribution de Jean-Christophe Stuccilli, éditions La rumeur libre, 2024, 448 pages  (ISBN 978-2-3557-7370-9)